# Киевский автомобильный ремонтный завод

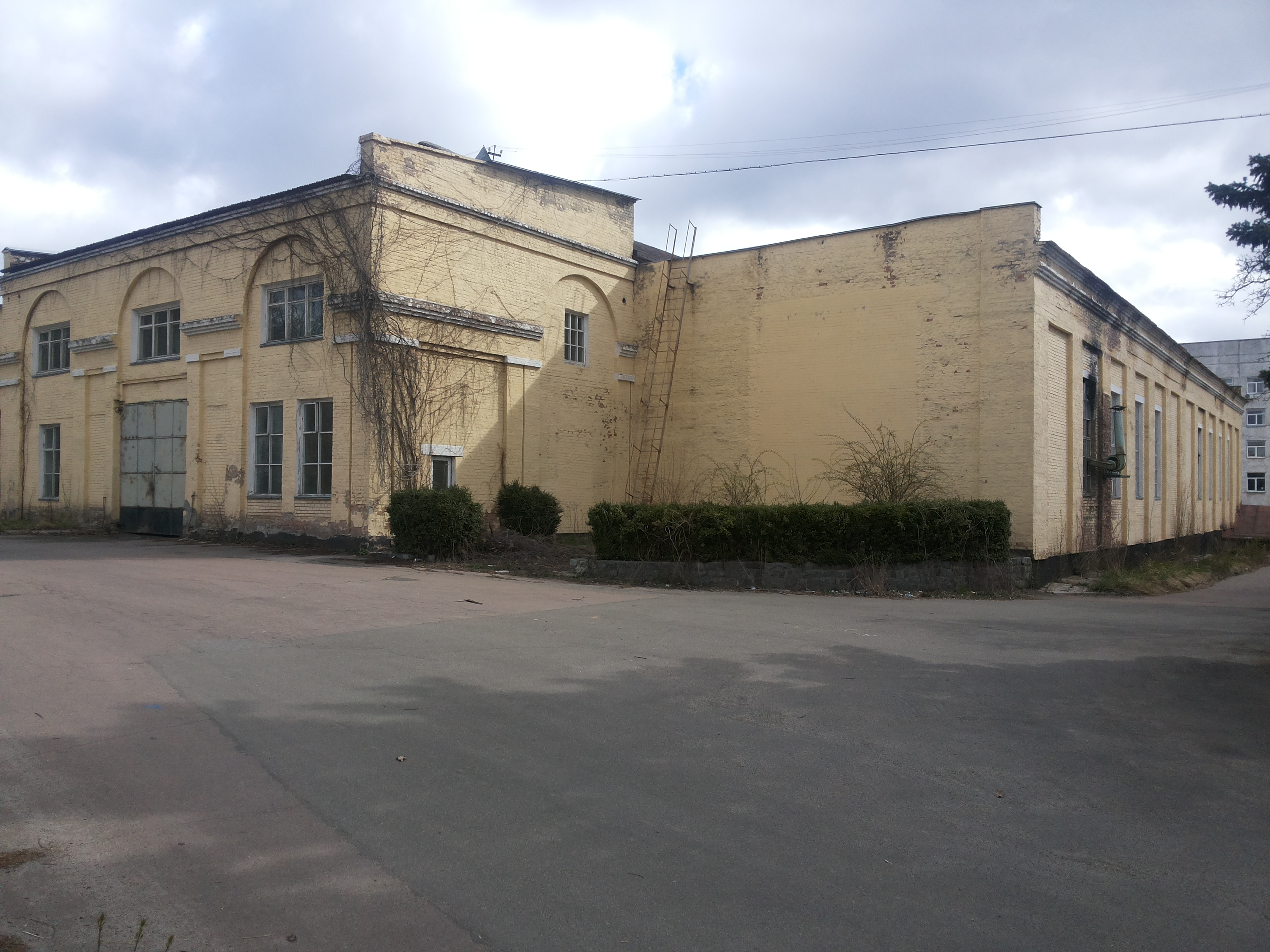
Киевский автомобильный ремонтный завод

Киевский автомобильный ремонтный завод (укр. Київський автомобільний ремонтний завод) — бывшее предприятие военно-промышленного комплекса Украины, которое осуществляло ремонт и переоборудование автомобильной и специальной техники для нужд Министерства обороны Украины.

## История
Работы по созданию авторемонтного завода в Киеве начались в конце 1943 года, в 1944 году предприятие было введено в строй.
После провозглашения независимости Украины, 85-й автомобильный ремонтный завод Министерства обороны СССР был передан в ведение министерства обороны Украины и получил новое наименование: «Киевский автомобильный ремонтный завод» (в/ч А-1014).
В 2001 году завод стал официальным сервисным центром по ремонту и техническому обслуживанию автомашин КамАЗ на территории Украины.
В июле 2001 года завод был внесён в перечень государственных предприятий Украины, освобождённых от уплаты земельного налога (в это время площадь заводской территории составляла 12,07 га).
С ноября 2002 года Киевский авторемонтный завод приступил к лицензионной сборке автомобилей КАМАЗ. Предприятие производило четыре большегрузных модели КАМАЗ: бортовые автомобили КАМАЗ-53215, седельные тягачи КАМАЗ-54115 и самосвалы КАМАЗ-55111 и КАМАЗ-65115.
С 2003 года завод начал выполнять работы по переоборудованию шасси под автомобили специального назначения — самосвалы с двух- и трехсторонней разгрузкой, лесовозы, бетоносмесители, изготавливает прицепы к самосвалам, переоборудует гусеничные тягачи в транспортные гусеничные машины ТГМ-3 и ТГМ-4.
В 2005 году завод планировал организовать производство силовых агрегатов КАМАЗ.
По специальным заказам Министерства обороны Украины предприятие выполняло подготовку техники к парадам и для миротворческих контингентов.
По состоянию на начало 2008 года, завод имел возможность:
- производить запчасти и принадлежности к автомашинам КамАЗ; стенды для ремонта и испытания агрегатов и узлов автомобильных двигателей КамАЗ и ЯМЗ[1]
- модернизировать автомашины ГАЗ-3302, ГАЗ-2705[1]
- выполнять капитальный ремонт автомашин КамАЗ-4310, КамАЗ-5320, КамАЗ-5410, КамАЗ-5511; двигателей КамАЗ-740, КамАЗ-740/3, ЯМЗ-236, ЯМЗ-238, ЯМЗ-238В, ЯМЗ-238Н[1]
- выполнять ремонт изделий ГМ-352, ГМ-355, ГМ-369, ГМ-567, ГМ-579; шасси БАЗ-5921, БАЗ-5922, БАЗ-5937, БАЗ-5938, ЗИЛ-135ЛМ; агрегатов двигателей ЯМЗ-238 и ЯМЗ-240[1]
- оказывать услуги военно-технического назначения: обучать технологиям ремонта автомашин КамАЗ; командировать бригады специалистов по ремонту автомашин КамАЗ[1]

После создания в декабре 2010 года государственного концерна «Укроборонпром», завод был включён в состав концерна.
По состоянию на 2016 год, предприятие находилось в состоянии ликвидации. 8 октября 2021 года началось рассмотрение вопроса о передаче завода из состава концерна "Укроборонпром" в ведение Фонда государственного имущества Украины. 21 мая 2025 года было объявлено о продаже завода. 27 мая завод был продан.